# Ван Оттерло, Виллем
Ян Виллем ван Оттерло (нидерл. Jan Willem van Otterloo; 27 декабря 1907, Винтерсвейк — 27 июля 1978, Мельбурн) — нидерландский дирижёр и композитор. Отец дирижёра Рогира ван Оттерло.

## Биография
Сын железнодорожного инспектора. Начинал изучать медицину, но в 1928 г. оставил её и поступил в Амстердамскую консерваторию, где учился у Сема Дресдена (композиция) и Макса Оробио-де-Кастро (виолончель). 
С 1932 г. играл на виолончели в Утрехтском муниципальном оркестре. В том же году ван Оттерло со своей Сюитой № 3 выиграл композиторский конкурс, объявленный оркестром Концертгебау, и продирижировал своим сочинением в исполнении оркестра. 
В 1937 г. он занял пост главного дирижёра Утрехтского муниципального оркестра и руководил коллективом до 1949 г., а в 1949—1973 гг. возглавлял гаагский Резиденц-оркестр. 
С 1967 г. ван Оттерло также активно работал в Австралии: до 1970 г. он руководил Мельбурнским симфоническим оркестром, а с 1970 г. Сиднейским симфоническим оркестром. Незадолго до своего прощального концерта во главе этого коллектива ван Оттерло погиб в автомобильной катастрофе.
В числе его известных учеников — Юриан Андриссен.